# YG
Ки́нон Дэ́йкуон Рэй Дже́ксон (англ. Keenon Daequan Ray Jackson; 9 марта 1990, Комптон, Калифорния), более известный под псевдонимами Уай-джи (YG, производное от Young Gangsta) и YG 400 — американский рэпер из Комптона, президент и один из создателей независимого лейбла Pu$haz Ink. Также является членом сэта (отдельной банды) преступного альянса Pirus — Tree Top Piru.

## Биография

### 2008—2012: Начало карьеры
Начало музыкальной активности YG припадает на 2008 год, когда вместе с продюсером DJ Mustard он создаёт лейбл Pu$haz Ink. После выхода треков «She A Model» и «Aim Me», которые принесли рэперу хорошую популярность, Кинон подписывает контракт с лейблом Def Jam. После этого YG начинает работать последующими микстейпами и выпускает собственный бренд одежды 4Hunnid.
В июне 2010 года YG выпускает свой первый сингл «Toot It and Boot It» при участии R&B-исполнителя Ty Dolla $ign, который с ходу оказался на 67 строчке в рейтинге Billboard Hot 100. Позже на этот трек был записан официальный ремикс, на который в качестве гостей были приглашены 50 Cent и Snoop Dogg. Также Кинон принял участие во фристайл-баттле XXL’s 2011 Freshmen Class.
Начиная с микстейпа The Real 4Fingaz, ответственным за продюсирование большей части последующих релизов YG стал DJ Mustard. Их сотрудничество в начале 2011 года вылилось в трек «I’m Good», который стал весьма успешным. Весной 2011 года Кинон поучаствовал в записи песни «You» для дебютного микстейпа рэперши Iggy Azalea Ignorant Art.

### 2012—2013: Подписание на CTE World
В 2012 году YG сообщил о намерениях выпустить альбом под названием I’m 4rm Bompton, за продюсирование которого должен был отвечать рэпер Young Jeezy. Через год, в июне 2013, было объявлено о том, что рэпер стал новым подписантом лейбла Jeezy CTE World. Спустя месяц YG вместе с Jeezy как приглашённый гость поучаствовал в записи сингла Yo Gotti — «Act Right», который оказался на 100 месте в рейтинге Billboard Hot 100.
За 3 месяца до этого YG в сотрудничестве с DJ Mustard записал ещё один сингл — «You Broke» при участии Nipsey Hussle. В августе 2013 года Кинон выпустил совместный с Jeezy и группой Doughboyz Cashout микстейп — Boss Yo Life Up Gang.

### С 2013:My Krazy Life
4 сентября 2013 года YG объявил о смене названия своего дебютного альбома на My Krazy Life. В лексиконе Bloods букву «С» при произношении часто заменяют на «K» или «B», так как на «C» начинается название злейших врагов «кровавых» — Crips. Также было объявлено, что сингл «Who Do You Love?» спродюсирует DJ Mustard, а в качестве приглашённого гостя на нём выступит Дрейк. 17 сентября был официально выпущен лид-сингл с будущего альбома — «My Nigga» при участии Jeezy и Rich Homie Quan, на который в конце января 2014 года был представлен официальный ремикс при участии Лил Уэйна, Ники Минаж и Meek Mill. 10 декабря в сеть был выложен второй сингл под названием «Left, Right». Спустя день после премьеры сингла стало известно, что выход альбома запланирован на 18 марта 2014 года, а песня «Who Do You Love?» при участии Дрейка станет третьим синглом с него.
18 марта 2014 года дебютный альбом «YG My Krazy Life» официально поступил в продажу на iTunes. Музыкальные критики оценили этот альбом преимущественно с положительной стороны.
3 августа 2018 года вышел альбом «Stay Dangerous».
24 мая 2019 года вышел альбом «4REAL 4REAL».
2 октября 2020 года вышел альбом «My Life 4Hunnid».
23 сентября 2020 года YG выпустил сингл «Out on Bail», вдохновленный одноименной песней 2Pac.
3 мая 2021 года YG анонсировал свой первый совместный альбом с рэпером из Сакраменто Mozzy. Альбом был анонсирован под рабочим названием «Perfect Timing», но позже был переименован в «Kommunity Service» и был выпущен 21 мая 2021 года. Обложка альбома отдает дань уважения рэперу DMX и фильму Belly, в котором он снялся.

## Дискография

### Студийные альбомы
- 2014: My Krazy Life
- 2016: Still Brazy
- 2018: Stay Dangerous
- 2019: 4REAL 4REAL
- 2020: My Life 4Hunnid
- 2021: Komminity Service (совместно с Mozzy[англ.])
- 2023:Hit Me When U Leave The Klub:The Playlist(совместно с Tyga)

### Микстейпы
- 2008: 4Fingaz
- 2010: The Real 4Fingaz
- 2011: Just Re’d Up
- 2012: 4 Hunnid Degreez
- 2013: Just Re’d Up 2
- 2013: Boss Yo Life Up Gang (с CTE World[англ.])
- TBA: 2 of America’s Most Wanted (с Nipsey Hussle)[21].

## Фильмография
- 2012 — Мы — вечеринка / We the Party — Си Си
- 2012 — Мак и Девин идут в среднюю школу / Mac & Devin Go to High School — студент
- 2012 — Белая футболка / White T — играет себя
- 2018 — Белый парень Рик / White Boy Rick — Лео Кёрри
- 2022 — Доброго траура / Good Mourning — играет себя